# Lady Blue
Lady Blue è una serie televisiva statunitense in 14 episodi trasmessi per la prima volta nel corso di una sola stagione dal 1985 al 1986.
È una serie del genere poliziesco incentrata sulle vicende della detective di Chicago Katy Mahoney. La National Coalition on Television Violence considerò la serie troppo violenta denunciando una media di 50 azioni violente all'ora. La protagonista fu definita dalla critica Dirty Harriet (definizione che faceva il verso a Dirty Harry).

## Trama
Katy Mahoney è una dura detective della squadra omicidi di Chicago che è cresciuta all'ombra del padre Frank e di suo fratello Jessie, entrambi poliziotti di Chicago uccisi mentre compivano il loro dovere. Mahoney cerca di far rispettare la legge in modo equo ed è molto stimata dai suoi superiori, ma dopo che il marito viene ucciso dalla criminalità, Mahoney inizia ad usare una spropositata violenza nel combattere il crimine. Quando una sparatoria contro alcuni spacciatori di crack provoca la morte di un civile, Mahoney viene trasferita alla Matron Squad del tenente Terry McNichols. Il trasferimento è la sua ultima chance per salvare il lavoro. 

## Episodi
| Stagione       | Episodi | Prima TV USA |
| -------------- | ------- | ------------ |
| Prima stagione | 14      | 1985-1986    |

## Personaggi e interpreti
- Katy Mahoney (14 episodi, 1985-1986), interpretata da Jamie Rose.
- Tenente Terry McNichols (14 episodi, 1985-1986), interpretato da Danny Aiello.
- Frank Jessup (2 episodi), interpretato da Dennis Kelly.
- Sergente Gino Gianelli, interpretato da Ron Dean.
- Cassidy, interpretato da Bruce A. Young.
- Capitano Flynn, interpretato da Ralph Foody.

## Produzione
La serie fu prodotta da MGM/UA Television e girata a Chicago. Le musiche furono composte da John Cacavas.
Tra i registi della serie sono accreditati: Michael Vejar, in 3 episodi (1985-1986); Guy Magar in 2 episodi (1985); Jerry Jameson in 2 episodi (1986); John D. Hancock.
Tra gli sceneggiatori della serie sono accreditati: Mark Rodgers in 4 episodi (1985-1986); Michael Ahnemann in 2 episodi (1985-1986); Robert Vincent O'Neill in 2 episodi (1985-1986); Nancy Lawrence in 2 episodi (1985).

## Distribuzione
La serie fu trasmessa negli Stati Uniti dal 15 aprile 1985 (pilot) e dal 26 settembre 1985 (1º episodio) al 25 gennaio 1986 sulla rete televisiva ABC. In Italia è stata trasmessa dal 1989 su Italia 7 con il titolo Lady Blue.
Alcune delle uscite internazionali sono state: negli Stati Uniti il 15 aprile 1985 (Lady Blue); in Francia il 15 settembre 1988 (Lady Blue);  in Spagna (Lady Blue);  in Germania Ovest (Die Lady mit dem Colt); in Italia (Lady Blue).